# Невооружённый стронгилоцентротус
Невооружённый стронгилоцентротус (лат. Mesocentrotus nudus) — вид морских ежей из семейства Strongylocentrotidae. Ранее включался в род Strongylocentrotus, но был выделен из него на основании метода молекулярной ДНК-ДНК-гибридизации и морфологического анализа.

## Внешний вид и строение
Диаметр до 100 мм. Имеет тёмно-фиолетовую, почти чёрную окраску. Амбулакральные ножки светлее основного фона окраски. Первичные иглы толстые и длинные (до 30 мм), значительно длиннее вторичных игл. У этого вида обычно нет шароносных педицеллярий, отсюда его название.

## Распространение места обитания
Встречается в Жёлтом море, в заливе Петра Великого и у берегов Японии. Населяет глубины от 0 до 180 м, но обычно держится на мелководье.

## Гибридизация с другими видами
Известны гибриды Mesocentrotus nudus и Strongylocentrotus intermedius.